# Инвертор (електротехника)
Инвертор је електронско коло које претвара једносмерну струју у наизменичну струју. Помоћу инвертора се повезују системи који раде са једносмерном са системима који раде са наизменичном струјом. На пример, соларне електране са фотоћелијама производе једносмерни напон, док постојећа мрежа ради са наизменичним напоном. Инвертори се користе за израду непрекидних извора напајања, при преносу електричне енергије једномерном струјом, као и за регулацију брзине рада асинхроних мотора. Инвертор је добио име по томе што обрће (инвертује) једносмерни напон, насупрот исправљачу, који претвара наизменичну струју у једносмерну.

## Принцип рада
У простом инверторском колу, извор једносмерног напона је повезан на трансформатор преко извода на центру примара. Прекидач се брзо пребацује из једног положаја у други, што омогућују електричној струји да тече назад до једносмерног извора преко два алтернативна пута, једним кроз један крај примара, а другим кроз други крај примара. Промена смера струје у примару трансформатора производи наизменичну струју у секундару.
Електромеханичка верзија оваквог прекидача користила је два непомична контакта и опругу која је налегала на покретни контакт. Опруга држи покретни контакт на једном непомичном контакту, а електромагнет повлачи покретни контакт ка другом непомичном контакту. Струја у електромагнету је прекинута радњом прекидача, тако да прекидач стално мења положај. Овакав тип електромеханичких инвертора, звани вибратори или зујалице су коришћени у аутомобилским радио-уређајима начињених од вакуумских цеви.
Када су постали доступни, транзистори и други полупроводнички прекидачи су употребљени за израду електронских инвертора.

### Таласни облик излазног напона
Прекидач описан горе (у идеалном случају) даје правоугаони таласасти напон, а не синусоидни талас, који се обично користи код наизменичних струја. Преко Фуријеове трансформације, периодични таласи се могу представити сумом бесконачног низа синусоидних таласа. Синусоидни талас који има исту фреквенцију као оригинални талас се назива основни хармоник. Остали хармоници имају фреквенцију која је једнака целобројном умношку основног хармоника.
Квалитет излазног таласа инвертора се може изразити коришћењем Фуријеове трансформације да са израчуна тотална хармонијска дисторзија (THD). Тотална хармонијска дисторзија се рачуна као квадратни корен односа суме квадрата виших хармоника и основног хармоника.
{\displaystyle {\mbox{THD}}={{\sqrt {V_{2}^{2}+V_{3}^{2}+V_{4}^{2}+\cdots +V_{n}^{2}}} \over V_{1}}}
Квалитет излазног напона који се добија из инвертора зависи од карактеристика прикљученог оптерећења. Неким потрошачима (као што су асинхрони мотори) је потребан скоро идеалан синусоидни напон да би исправно радили. Други потрошачи могу да раде исправно и са правоугаоним таласима.